# نگرش مذهبی محمدرضا پهلوی

محمّدرضا پهلوی در حج

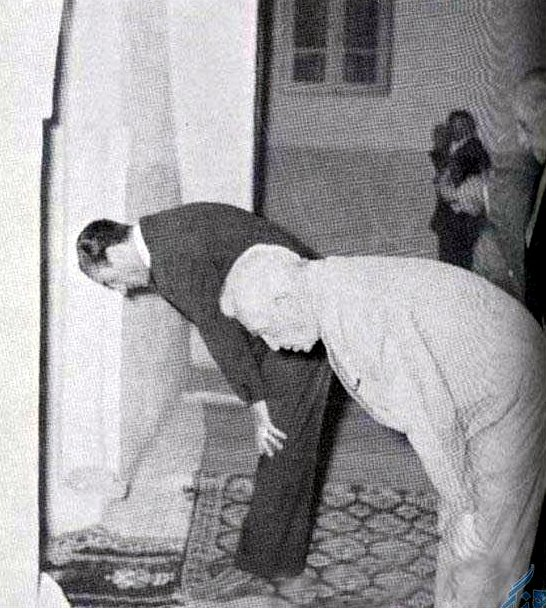
محمّدرضا پهلوی در نماز

محمّدرضا پهلوی خود را، همانندِ پدرش، یک «مؤمن واقعی» می‌دانست. به‌گفتهٔ غلامرضا افخمی، با آن‌که خانوادهٔ محمّدرضا چندان مذهبی نبودند، ولی او خود در کودکی تحتِ تأثیرِ جامعهٔ مذهبیِ ایران و افسانه‌های مذهبی‌ای که اقوام، خدمتکاران و دایه‌هایش برای او می‌گفتند، به تدریج با حماسه‌های ایرانی-اسلامی آشنا شد. به‌گفتهٔ اشرف، بعضی از این داستان‌ها هیچ‌گاه از ذهن محمدرضا پاک نشدند. مادر محمدرضا (تاج الملوک) برخلاف رضاشاه بسیار مذهبی بود. محمدرضا که بیشتر دوران کودکی‌اش را در کنار مادرش بود، تحت تأثیر عقاید مادرش گرایش‌هایی مذهبی یافت.[کدام صفحه؟] او در سن نوجوانی و زمانی که در سوئیس بود، نمازهای یومیه را به جا می‌آورد. ولی آبراهامیان می‌گوید که رضاشاه هم مذهبی بود. یکی از دلایل خود را اسامی شیعی فرزندان رضاشاه (مثل محمدرضا، علیرضا، غلامرضا، عبدالرضا، احمدرضا، محمودرضا و حمیدرضا) می‌داند.
ریشهٔ گرایش مذهبی او همچنین به بنیهٔ جسمی ضعیف او در خردسالی بازمی‌گردد. او یک‌بار در کودکی به بیماری سخت تیفوئید مبتلا شد. زمانی که پزشک گفته بود: «تنها کار دیگری که از دست ما برمی‌آید دعا کردن است» او در یک رؤیا، علی بن ابی‌طالب را دید که برای او داروی شفابخشی آورد. سال‌ها بعد، محمدرضا باور داشت که ارتباطی میان آن مکاشفه و بهبودی‌اش وجود داشته‌است. او از دو مکاشفهٔ مشابه دیگر نیز در زندگی خود یاد کرده‌است. او زمانی را به یاد می‌آورد که زمانی که سوار بر اسب به امامزاده داوود سفر می‌کرد، سقوط کرد. او در رؤیا دید که ابوالفضل العباس او را از سقوط نجات داد. پدرش این رؤیا را هیچ‌گاه باور نکرد. او مکاشفهٔ دیگری را این‌بار دربارهٔ ملاقات با امام زمان در کتاب خود تعریف کرده‌است.

محمدرضا پهلوی و فرح پهلوی در حرم امام رضا

در مصاحبه‌ای که اندکی پیش از مرگ وی در قاهره انجام شد، محمدرضا عنوان کرد که اعتقادات مذهبی، بخش قلبی و روحانی هر جامعه‌است و بدون آن جامعه به انحطاط کشیده خواهد شد. او در این مصاحبه ادیان واقعی را بهترین تضمین سلامت اخلاقی و استحکام روحانی جامعه دانست.